# 봉곡항
봉곡항은 경상남도 고성군 거류면 당동리에 있는 어항이다. 2002년 8월 6일 어촌정주어항으로 지정하여 관리하고 있다. 시설관리자는 고성군수이다.

## 어항 구역
- 수역: 봉곡마을 북쪽 입암소하천 종점부(바다)에서 선착장과 남동쪽 당동천 종점부(바다)를 연결한 선내수면
- 육역: 경남 고성군 거류면 당동리 104-9번지 외 3필지

## 어항 시설
- 선착장 185m

## 주요 어종
- 굴, 대구, 감성돔, 도다리, 갯가재, 물매기, 바지락 등